# Augochlora posadensis
Augochlora posadensis är en biart som först beskrevs av Carlos Schrottky 1914.  Augochlora posadensis ingår i släktet Augochlora och familjen vägbin. Inga underarter finns listade.